# Gøttrup (Jammerbugt Kommune)
 For alternative betydninger, se Gøttrup. (Se også artikler, som begynder med Gøttrup)
Gøttrup er en by i Han Herred med 203 indbyggere i byområdet (2020), beliggende 37 km øst for Thisted, 6 km sydvest for Fjerritslev og 36 km vest for kommunesædet Aabybro. Byen hører til Jammerbugt Kommune og ligger i Region Nordjylland. I 1970-2006 hørte byen til Fjerritslev Kommune.
Gøttrup hører til Gøttrup Sogn. Gøttrup Kirke, der er en romansk kirkebygning fra 1100-tallet, ligger i byen. På kirkens nordside står en interessant sten, en såkaldt rillesten. Oprindeligt har stenen måske været en del af stendiget omkring kirken. Betydningen af de to riller i stenen er omdiskuteret, måske er stenen et gammelt frugtbarhedssymbol, som bønderne på egnen har knyttet overtro til.

## Turisme
Gøttrup Fiskepark er en Put & Take-sø øst for byen. Man kan overnatte ved søen i telt eller campingvogn, og et feriehus udlejes.

## Faciliteter
- 2 km øst for byen ligger Ørebroskolen, der blev opført som centralskole af Kettrup-Gøttrup sognekommune på grænsen mellem de to sogne. Skolen har 98 elever, fordelt på 0.-6. klassetrin. Skolen drives sammen med Regnbuen, der blev oprettet som fritidsordning i 1988 og fik sin egen bygning i 1995. I 1997 blev Regnbuen udvidet med børnehave og en ny fløj, og i 2017 fik den også vuggestue. Der er 34 børn i de 3 aldersopdelte børnehavegrupper og 12 i vuggestuegruppen, og 45 skoleelever går i SFO, men Regnbuen er normeret til 50 i børnehaven og 60 i SFO'en.[3]

- Gøttrup Kultur- & Forsamlingshus har en stor sal på 100 m² og en lille på 50 m². De kan rumme hhv. 90 og 40 personer.[4]

## Historie
I 1901 blev Gøttrup beskrevet således: "Gjøttrup (1468: Gøttrup) med Kirke, Drenge- og Pigeskole, Friskole og Missionshus (opf. 1897).". På det lave målebordsblad fra 1900-tallet ses desuden et forsamlingshus.

### Jernbanen
Gøttrup fik trinbræt på Thisted-Fjerritslev Jernbane (1904-1969) fra banens start. Det blev anlagt hvor banen krydsede Gøttrupvej 4 km nord for landsbyen, så det fik ikke den store betydning. I 1910 blev der opført et ledvogterhus, som året efter fik billetsalg og ekspedition af banepakker, men Gøttrup fik aldrig station med sidespor. I 1923 ophørte ekspeditionen, og Gøttrup blev igen trinbræt.
Ledvogterhuset er bevaret på Gøttrupvej 37 med en tilbygning. Fra huset er banens tracé bevaret som grusvej ¾ km mod nordvest og 1¾ km mod øst til Industrivej i Fjerritslev.
- Gøttrup kirke
- Rillestenen på Gøttrup kirkegård